# Синематон
«Синемато́н» — 156-часовой фильм французского режиссёра Жерара Курана. Он считается одним из самых длинных фильмов, когда-либо выпущенных. Создававшийся на протяжении 40 лет (с 1978 по 2018), он состоит из серии 3027 беззвучных виньеток, каждая продолжительностью по 3 минуты 25 секунд, в которых показываются различные знаменитости, художники, журналисты и друзья режиссёра, каждый делающий то, что он хочет, за отведённое время.
В фильме показаны режиссёры: Барбет Шредер, Нагиса Осима, Фолькер Шлендорф, Кен Лоуч, Юсеф Шахин, Вим Вендерс, Джозеф Лоузи, Жан-Люк Годар, Сэмюэл Фуллер и Терри Гиллиам; гроссмейстер Жоэль Лотье и актёры Роберто Бениньи, Стефан Одран и Жюли Дельпи.
Терри Гиллиам показан поедающим купюру в 100 франков. Сэмюэл Фуллер курит сигару.
Своим любимым героем фильма Жерар Куран считает семимесячного ребёнка.
Из россиян, снятых в фильме, можно отметить художника Владимира Котлярова (Толстый) (№ 584, 1985), этнографа Людмилу Котлярову (№ 585, 1985), писателя Юлиана Семенова (№ 914, 1987), художника Тогрула Нариманбекова (№ 945, 1987), актрису Инну Чурикову (№ 1269, 1990) и кинокритика Кирилла Разлогова (№ 1487, 1991). Также в фильме присутствует украинский кинорежиссёр армянского происхождения Сергей Параджанов (№ 1083, 1988).